# Дніпро (бенді клуб)
Бенді клуб «Дніпро» — бенді клуб з міста Дніпро, Україна. Заснований у 2008 році. Виступає у чемпіонаті України з хокею з м'ячем.

## Історія
Бенді клуб «Дніпро» заснований у 2008 році. Основа першого складу команди складалась з ролерів. У подальшому склад команди поповнювали власні вихованці та місцеві гравці з хокею з шайбою. Перші роки команда брала участь в місцевих змаганнях – чемпіонат та кубок Дніпропетровська та Дніпропетровської області.
Починаючи з 2011 року, команда бере участь в національних та міжнародних змаганнях.

## Досягнення

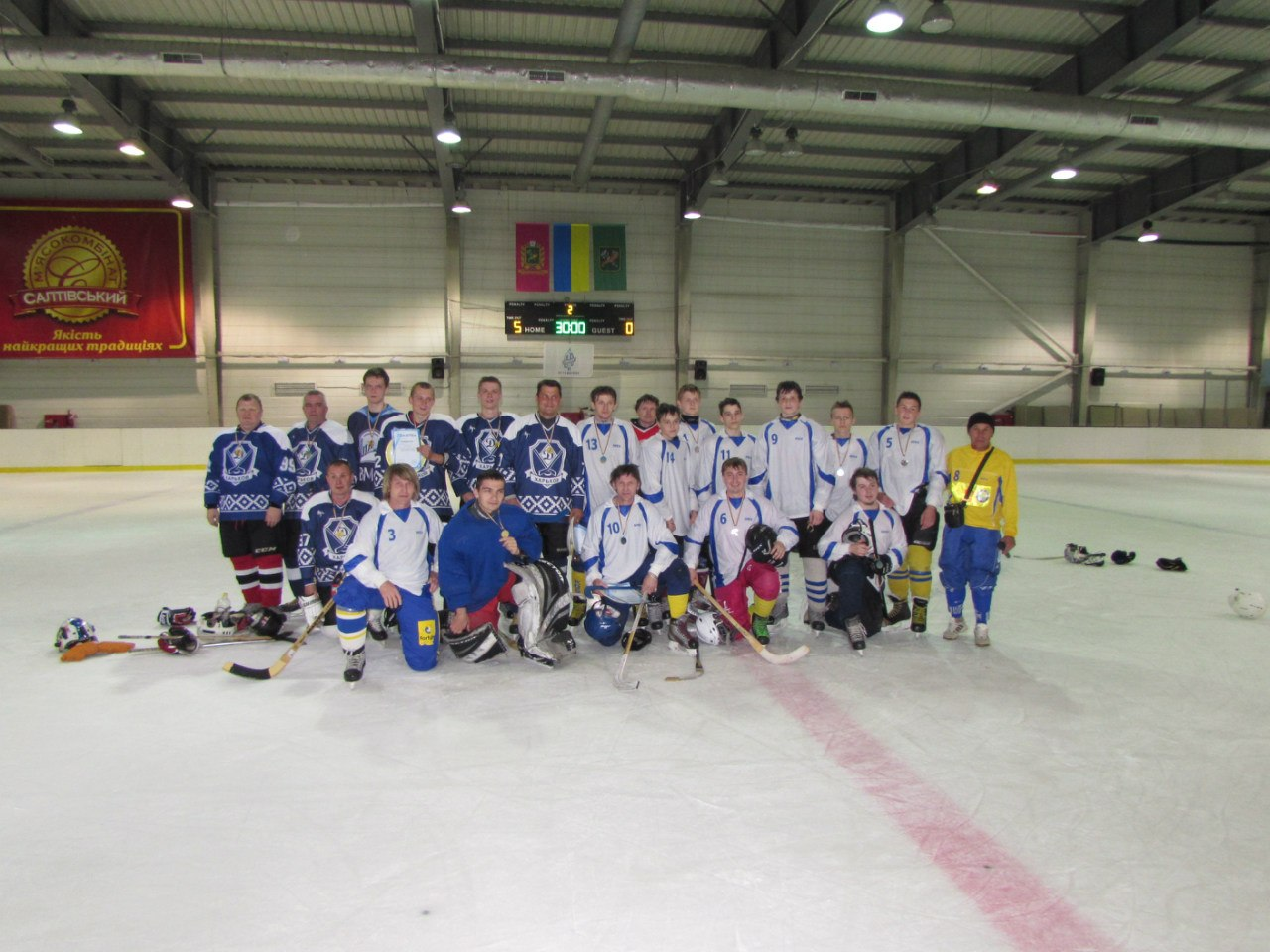
Переможець чемпіонату України харківське «Динамо» та срібний призер «Дніпро», 2015 рік.

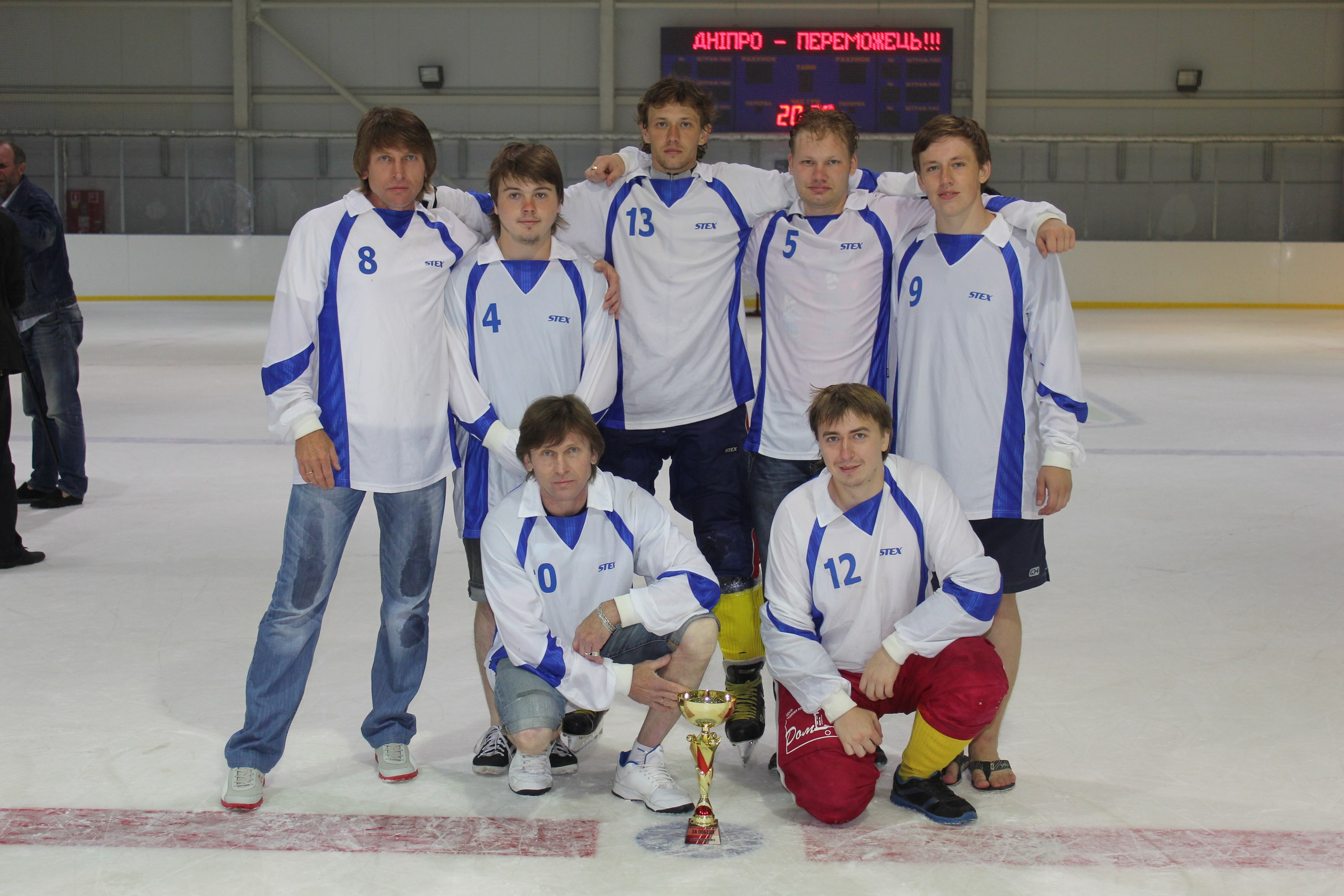
Чемпіони України 2016 року.

- Чемпіон України 2013/14 та 2015/16.
- Володар Кубку України 2012/13 та 2013/14.
- Володар Суперкубку України 2013.
- Переможець міжнародного турніру «DniproBandy» 2012 та 2013.
- Переможець юнацького чемпіонату України 2014 та 2015.
- Переможець турніру «Крим Open» (Симферополь, 2011).
- Срібний призер чемпіонатів України 2012/13 та 2014/15.
- Фіналіст Кубку України 2012.
- Учасник Кубку Відродження (Буди, 2012).

## Гравці збірних України
Гравці команди, що брали участь в чемпіонатах світу в складі збірної України: Геннадій Бабенко (воротар), Юрій Суздалев, Антон Лозовой, Віктор Шаталов, Ілля Іванов, В’ячеслав Кузьмін, Михайло Скалицький, Михайло Іванов, В’ячеслав Чернавін.
Гравці команди, що брали участь в чемпіонатах світу U15 та U17 у складі юнацької збірної України: Георгій Сосєдка (воротар), Антон Ряполов, Аркадій Нагога, Богдан Арабов, Володимир Голець, Дмитро Береза, Дмитро Попережай, Іван Шведченко, Михайло Іванов, Михайло Скалицький, Сергій Терентьєв.